# Трансмедіація
Термін «трансмедіація» (англ. transmediation) у широкому сенсі визначається як процес по вибору і перетворення даних для подальшого їх представлення в новому медіумі. 
Вона може складатися з більш ніж одного медіа в такому випадку всі її компоненти взаємопов'язані один з одним з метою формування цілісної мережі. Тому вона тісно пов'язана з семіотикою і технологіями в цифровому контексті медіа. 
Трансмедіація належить до процесу «Реагування на культурні тексти в різних знакових системах — мистецтво, рух, скульптура, танець, музика і так далі, — а також у словах». За Семалі і Фуейо (англ. Semali and Fueyo), трансмедіація може містити в собі відповідь на традиційно друковані тексти, а також мультимедійні матеріали, зокрема відео, анімацію, вебсайти, подкасти, ігри і т.д.
Ми живемо в медіацентричному суспільстві,  наповнений багатьма афективних знаковими системами. Трансмедіація також може бути трактована як мультимедійна комунікація і освітня діяльність. Коли люди беруть участь як споживачі або виробники медіа в будь-якій формі, вони беруть участь у трансмедіації.
Трансмедіація тісно пов'язана з семіотикою. Академічні дослідники і педагоги зацікавлені в трансмедіації часто також зацікавлені в медіа-грамотності, візуальній грамотності, інформаційній грамотності, і критичній грамотності.
Леонард Шлейн підкреслює важливість залучення студентів до транмедіації при написанні робіт, «Цифрова інформація надходить в декількох формах, і студенти повинні навчитися розповідати історії не лише зі словами і числами, а також через образи, графіка, колір, звук, музику, і танець. Існує граматика і грамотність для кожної з цих форм комунікації. Регулярно закидувані великою різноманітністю зображень, студенти потребують чітких навичок візуальної інтерпретації для того, щоб взаємодіяти з медіа аналітично. Кожна форма комунікації має свої власні правила та граматики і потрібно навчати таким чином, щоб спонукати учнів ставати більш цілеспрямованими, конкретними і стислими під час комунікації».